# Bellinympha
Bellinympha — викопний рід сітчастокрилих комах вимерлої родини Saucrosmylidae, що існував у пізній юрі (165—155 млн років тому).

## Скам'янілості
Відбитки комахи у скам'янілій породі знайдені у відкладеннях формації Даохугоу у провінції Внутрішня Монголія у Китаї. На основі решток описано два види.

## Опис
Комаха завдовжки 3,6-3,9 мм. Перистий візерунок на крилах дуже схожий на листя деяких видів пізньоюрських саговникоподібних та бенетитових рослин. Подібна мімікрія була потрібна комахам, щоб ховатися від хижаків.